# Subrioides
Subrioides is een geslacht van rechtvleugeligen uit de familie sabelsprinkhanen (Tettigoniidae). De wetenschappelijke naam van dit geslacht is voor het eerst geldig gepubliceerd in 1966 door Willemse.

## Soorten
Het geslacht Subrioides  is monotypisch en omvat slechts de volgende soort:
- Subrioides insulana (Willemse, 1966)